# 海王星外天體
海王星外天体（英語：Trans-Neptunian Object，TNO，也寫為transneptunian object）或海外天体是太陽系中其軌道的平均距離比海王星的半長軸（30.1 AU）還要長的小行星或其他天體。
通常，海外天体進一步分為傳統和共振的古柏帶天體，其中離散盤和獨立天體的類賽德娜天體是最遠的天體。截至2020年10月，小行星目錄包含678顆已編號和超過2,000顆未編號的TNO。
第一顆海外天体是1930年發現的冥王星。直到1992年才發現了第二顆直接圍繞太陽運行的海外天体阿爾比恩。已知質量最大的TNO是鬩神星，其次是冥王星、妊神星、鳥神星和共工星。在海外天体的軌道上發現了超過80顆衛星。TNO在顏色中變化，並且是灰藍色（BB）或非常紅色（RR）。它們被認為是由岩石、無定形碳和揮發性冰（如水和甲烷）的混合物組成，並含有托林和其他有機化合物。
已知12顆半長軸大於150AU和近日點大於30AU的小行星，它們被稱為极端海王星外天体（ETNO）。
NASA未来规划的任务“星际快车”星際探測器（Exploring Trans-Neptunian Objects with Interstellar Probe）将利用引力弹弓探索更多海外天体。初步報告列出了10個飛掠候選天體，包括创神星、共工星和亡神星等。

## 歷史

### 冥王星的發現

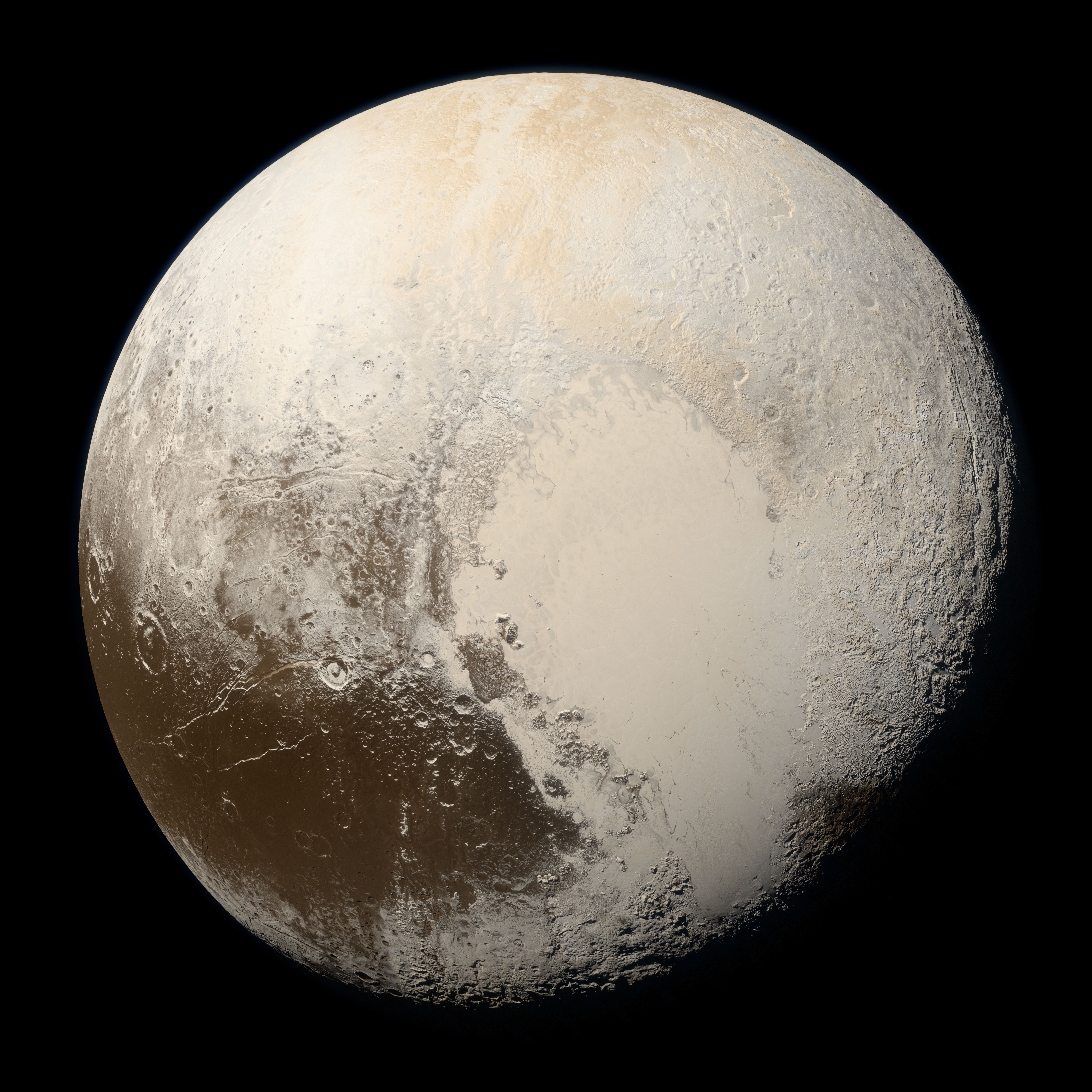
新視野號拍攝的冥王星影像

每個行星的軌道都受到其他行星的引力影響。在20世紀初，觀測到的天王星和海王星軌道與預期軌道之間的差異表明，在海王星之外還有一個或多個額外的行星。對這些的探索導致了1930年2月冥王星的發現，但後來發現冥王星太小，無法解釋這些差異。1989年 航海家2號 飛越海王星時，對海王星質量的修正估計表明，這個問題是虛假的。冥王星是最容易找到的，因為它在所有已知的海外天体中具有最亮的視星等，與大多數其它大型TNO相比，它對黃道的傾斜度也較低。

### 後續的發現
冥王星被發現後，美國天文學家克萊德·湯博繼續尋找類似的天體，但沒有發現。在很長一段時間內，沒有人蒐索其他TNO，因為人們普遍認為冥王星是海王星之外唯一的主要天體；直到2006年8月之前，冥王星一直被歸類為行星。直到1992年發現第二顆TNO，15760 阿爾比恩後，才開始系統地尋找更多的此類物體。對黃道周圍的一條寬闊的天空帶進行了拍攝，並對緩慢移動的天體進行了數值評估：發現了數百顆直徑在50至2500公里之間的TNO；2005年發現的鬩神星是已知質量最大的TNO。重新審視科學界長期以來關於大型TNO分類的爭論，其中包括像冥王星這樣的天體是否可以被認為是行星。冥王星和鬩神星最終被國際天文學聯合會歸類為矮行星。2018年12月，宣布發現暱稱為"Farout"的2018 VG18。Farout是迄今為止觀測到的最遙遠的太陽系天體，距離太陽約120AU，完成一個軌道需要738年。

## 分類

海外天体的分佈

歐拉圖顯示太陽系中天體的類型

根據它們與太陽的距離和它們的軌道參數，TNO被分為兩大類：古柏帶天體（KBO）和離散盤天體（SDO）。右圖說明已知的海外天体（距離遠達70AU）相對於行星軌道和半人馬小行星的分佈，以供參考。不同的類別以不同的顏色表示。共振天體（包括海王星特洛伊）以紅色繪製，傳統古柏帶天體以藍色繪製。離散盤的天體向右延伸，遠遠超出圖，已知天體的平均距離超過500AU（賽德娜）和遠日點超過1,000AU（(87269) 2000 OO67）。

### 古柏帶天體
埃奇沃思-古柏帶包含與太陽的平均距離為30至約55AU的天體，通常具有接近圓形軌道，與黃道的傾角較小。埃奇沃思-古柏帶天體被進一步分類為與海王星鎖定在軌道共振中的共振海外天体，和沒有這種共振，在幾乎圓形軌道上移動，不受海王星干擾，也被稱為QB1（cubewanos）的傳統古柏帶天體。共振海外天体有大量的子群，最大的是1:2共振（twotino）和以它們最突出的成員冥王星命名，有著2:3共振的冥族小天體（plutino）。傳統埃奇沃思-古柏帶的成員包括15760阿爾比恩、50000創神星和鳥神星。

### 離散盤天體
離散盤包含距離太陽更遠，軌道非常偏心和傾斜的天體。這些軌道是非共振和不與行星軌道交叉。一個典型的例子是已知質量最大的TNO，鬩神星。基於相對於海王星的蒂塞朗參數（TN），離散盤中的天體可進一步分為TN小於3的"傳統"離散盤天體（SDO，散射近）和TN大於3的獨立天體（ESDO，離散擴展）。此外，獨立天體的時間平均偏心率大於0.2。類赛德娜天體是獨立天體的另一個極端子群，其拱點距離如此之遠，以至於已經證實它們的軌道無法用來自巨行星的攝動來解釋，也不是通過與銀河潮汐的相互作用。

## 物理特性

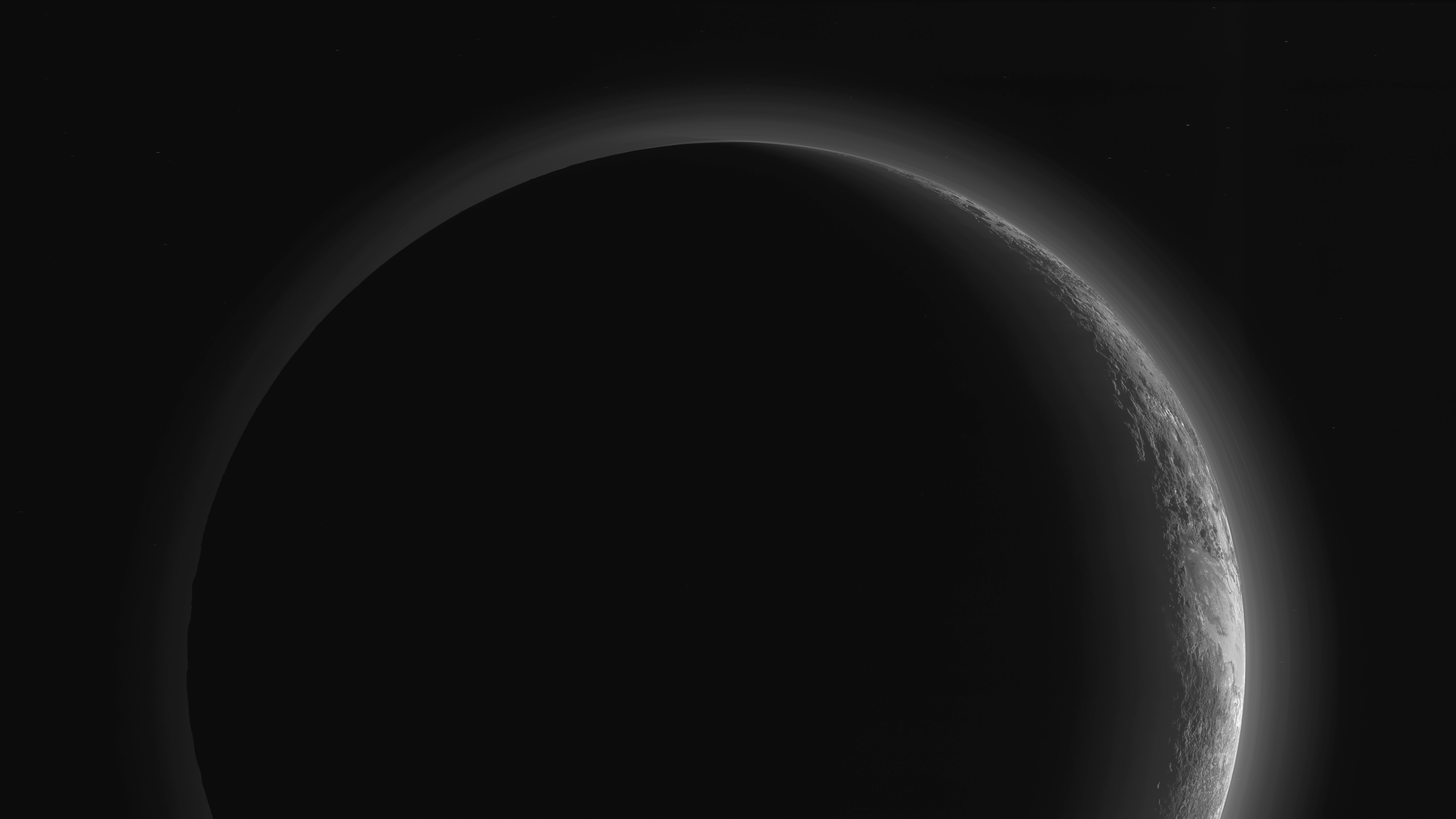
回顧冥王星，迄今為止訪問量最大的古柏帶天體

考慮到排除最大的海王星外所有天體的視星等（>20），物理研究僅限於以下方面：
- 最大天體的熱輻射（參見尺寸測定）
- 色指數：這是比較使用不同濾鏡的視星等
- 分析視覺和紅外線的光譜

研究顏色和光譜可以深入瞭解這些天體的起源及其與其它類型天體的潜在相關性，即半人馬小行星和一些巨型行星的衛星（海衛一、土衛九），它們被懷疑起源於古柏帶。然而，這些解釋通常是模糊的，因為取決於未知的顆粒尺寸，使得光譜可以擬合多種表面組成模型。更重要的是，小天體的光學表面受到强輻射、太陽風和微隕石的影響。因此，薄光學表面層可能與下面的表土層非常不同，並且不代表天體的整體組成。
小型TNO被認為是岩石和冰與一些有機（含碳）表面物質（如托林）的低密度混合物，能在其光譜中檢測到。另一方面，高密度的妊神星，2.6-3.3g/cm3，表明非冰含量非常高（與冥王星的密度相比：1.86g/cm3）。一些小型TNO的組成可能與彗星相似。事實上，一些半人馬小行星在接近太陽時會經歷季節性變化，使邊緣變得模糊（參見2060 凱龍和7968 埃爾斯特-皮薩羅）。然而，半人馬和TNO成員之間的比較仍然存在爭議。

### 色指數

一些大型TNO的相對大小、反照率和顏色的插圖

一些大型TNO的相對大小、反照率和顏色的插圖

色指數是通過藍色（B），可見光（V），即黃綠色和紅色（R）濾鏡看到的天體視星等差異的簡單測量。該圖說明了除最大天體外的所有已知色指數（顏色略微增强）的天體。作為參考，兩顆衛星：Triton和Phoebe，半人馬小行星5145 Pholus和行星Mars被標繪在圖中（黃色標籤，且大小未依比例）。研究了顏色和軌道特性之間的相關性，以確認不同動力類別的不同起源理論：
- 傳統古柏帶天體（cubewano）似乎由兩種不同顏色的群體組成：所謂的冷（傾斜度＜5°）群體，只顯示紅色；所謂的熱（傾斜度更高）群體，顯示從藍色到非常紅色的整個顏色範圍[16]。最近基於深度黃道巡天數據的分析證實了低傾角（稱為核心）和高傾角（稱之為暈）天體之間的顏色差異。核心天體的紅色及其未受干擾的軌道表明，這些天體可能是該帶原始成員的遺跡[17]。
- 離散盤天體顯示出與指向共同起源的熱傳統天體的顏色相似性。

然而，相對較暗的天體以及整個群體，都是紅色的（V − I=0.3–0.6），較大的天體通常顏色更中性（紅外指數V − I<0.2）。這種區別導致了一種觀點，即最大的天體表面覆蓋著冰，隱藏著下面更紅、更暗的區域。
| 顏色 | 冥族小天體（Plutino） | 傳統古柏帶天體（Cubewano） | 半人馬小行星 | 離散盤天體（SDOs） | 彗星        | 特洛伊小行星 |
| ---- | --------------------- | -------------------------- | ------------ | ------------------ | ----------- | ------------ |
| B–V  | 0.895±0.190           | 0.973±0.174                | 0.886±0.213  | 0.875±0.159        | 0.795±0.035 | 0.777±0.091  |
| V–R  | 0.568±0.106           | 0.622±0.126                | 0.573±0.127  | 0.553±0.132        | 0.441±0.122 | 0.445±0.048  |
| V–I  | 1.095±0.201           | 1.181±0.237                | 1.104±0.245  | 1.070±0.220        | 0.935±0.141 | 0.861±0.090  |
| R–I  | 0.536±0.135           | 0.586±0.148                | 0.548±0.150  | 0.517±0.102        | 0.451±0.059 | 0.416±0.057  |

### 光譜類型
在TNO中，正如在半人馬小行星中一樣，存在著從藍灰色（中性）到非常紅色的顏色範圍很廣，但與半人馬不同，半人馬的雙模分為灰色和紅色半人馬，TNO的分佈似乎是均勻的。在可見的紅色和近紅外範圍中，光譜的反射率差異很大。中性天體呈現平坦的光譜，反射的紅色和紅外光與可見光譜一樣多。非常紅色的天體呈現陡峭的坡度，反射更多的紅色和紅外線。最近的分類嘗試（與半人馬共同）使用了從BB（藍色或中性，平均B − V{=0.70，V − R{=0.39，例如90482 亡神星（Orcus）到“RR”（非常紅，B − V{=1.08，V − R｛｛＝｝0.71，例如90377 賽德娜（Sedna），並以BR和IR做為中間類。BR（中度藍紅）和紅外（中度紅色）在紅外波段I，J和H上差異最大。
表面的典型模型包括水冰、無定形碳、矽酸鹽s和由强輻射產生的名為托林的有機大分子。四個主要的托林用於擬合變紅坡度：
- 泰坦托林：據信由90%的N2（氮）和10%的CH4（甲烷）的混合物製成的。
- 海衛一托林：如上所述，但甲烷含量非常低（0.1%）。
- （乙烷）冰托林I：據信由86%H
2O和14%C2H6（乙烷）的混合物製成。
- （甲醇）冰托林II：由80% H2O，16% CH3OH（甲醇）和3% CO
2

做為兩個極端類別BB和RR的例證，建議了以下組合：
- 賽德娜（RR，非常紅）：24%海衛一托林，7%碳，10% N2，26% 甲醇，和33%甲烷
- 亡神星（BB，灰/藍）：85%無定形碳， +4% 泰坦托林，和11% H2O ice

### 尺寸大小和分佈

月球、海王星的衛星海衛一、冥王星、幾個大型TNO和小行星穀神星之間的大小比較。但未顯示出它們各自的形狀

典型地，大（明亮）天體通常在傾斜軌道上，而在黄道面上主要是小而暗淡的天體。
很難估計TNO的直徑。對於具有眾所周知軌道元素（如冥王星）的非常大的天體，其直徑可以通過恆星的掩星精確量測。對於其他大型TNO，可以通過熱量測來估計直徑。照明天體的光的强度是已知的（從天體到太陽的距離），人們假設天體的大部分表面處於熱平衡狀態（對於無空氣物體來說，這通常不是一個壞的假設）。對於已知的反照率，可以估計表面溫度，並相應地估計熱輻射强度。此外，如果已知物體的大小，就有可能預測到達地球的可見光和熱輻射量。一個簡化因素是，太陽幾乎以可見光和附近頻率發射其所有能量，而在TNO的低溫下，熱輻射以完全不同的波長（遠紅外）發射。
因此，有兩個未知數（反照率和大小），可以通過兩個獨立的量測（反射光和發射的紅外熱輻射的量）來確定。不幸的是，TNO離太陽太遠使得溫度很低，因此大約在60微米的波長產生黑體輻射。這種波長的光不可能在地球表面觀察到，而只能從太空中觀察，例如史匹哲太空望遠鏡。對於地面觀測，天文學家通過遠紅外觀測黑體輻射的尾部。這種遠紅外輻射非常微弱，因此熱方法僅適用於最大的KBO。對於大多數（小）天體，通過假設反照率來估計直徑。然而，發現的反照率範圍從0.50到0.05，導致絕對星等1.0的天體大小範圍在1,200-3,700km。

## 值得注意的天體
| 天體                      | 描述 |
| ------------------------- | --- |
| 134340 冥王星             | 矮行星，第一個發現的海外天体 |
| 15760 阿尔比翁            | 繼冥王星之後發現的第一顆古柏帶天體 |
| (38518) 1993 RO           | 繼冥王星之後發現的第二顆冥族小天體 |
| (15874) 1996 TL66         | 第一個被識別為離散盤天體 |
| 1998 WW31                 | 冥王星之後發現的第一顆古柏帶双星 |
| 47171 倫波                | 冥族小天體的三合星系統，由一組大小相似的中心聯星對和第三顆外環衛星組成                                                                    |
| 20000 伐楼那              | 一個大的傳統古柏帶天體，以其快速旋轉（6.3小時）和細長的形狀而聞名                                                                         |
| 28978 伊克西翁            | 大型冥族小天體，發現時被認為是最大的古柏帶天體之一                                                                                        |
| 創神星                    | 帶有衛星的大型傳統古柏帶天體；已知的第六大古柏帶天體，在發現時被認為是最大的古柏帶天體之一                                                |
| 賽德娜                    | 一顆遙遠的天體，被提議用於一個名為「擴展散射盤」（ESDO）的新類別，獨立天體， 遠距獨立天體（DDO）或由深度黃道巡天正式分類為離散擴展天體'。 |
| 亡神星                    | 已知第二大的海外天体，僅次於冥王星。有比較大的衛星。                                                                                      |
| 妊神星                    | 一顆矮行星，已知第三大的海外天体。以其有兩顆已知的衛星、環和異常短的自轉週期（3.9小時）而聞名。它是妊神星碰撞家族中已知質量最大的天體。   |
| 136472 鳥神星             | 一顆矮行星，傳統古柏帶天體，以及已知的第四大海外天体                                                                                      |
| 136199 鬩神星             | 一顆矮行星，離散盤天體，也是目前已知質量最大的海外天体。它有一顆已知的衛星，鬩衛一                                                        |
| 2004 XR190                | 沿著高度傾斜但近乎圓形軌道的離散盤天體 |
| 225088 共工               | 帶有衛星的第二大離散盤天體 |
| 小行星528219              | 第一顆逆行TNO，其軌道傾角 i = 104° |
| (471325) 2011 KT19 "逆骨" | 具有異常高軌道傾角的TNO，軌道傾角110° |
| 2012 VP113                | 一顆近日點距離太陽大約80AU的類赛德娜天體（近日點距離超過50AU的海外天体）                                                                  |
| 486958 Arrokoth           | 新視野號太空船於2019年飛掠過的傳統古柏帶天體的聯星                                                                                        |
| 2018 VG18 "Farout"        | 第一顆在距離太陽超過100 AU（15 × 109 km）時發現的海外天体                                                                                 |
| 2018 AG37 "FarFarOut"     | 可觀測到距離太陽最遠的海外天体132 AU（19.7 × 109 km）                                                                                     |

## 勘探

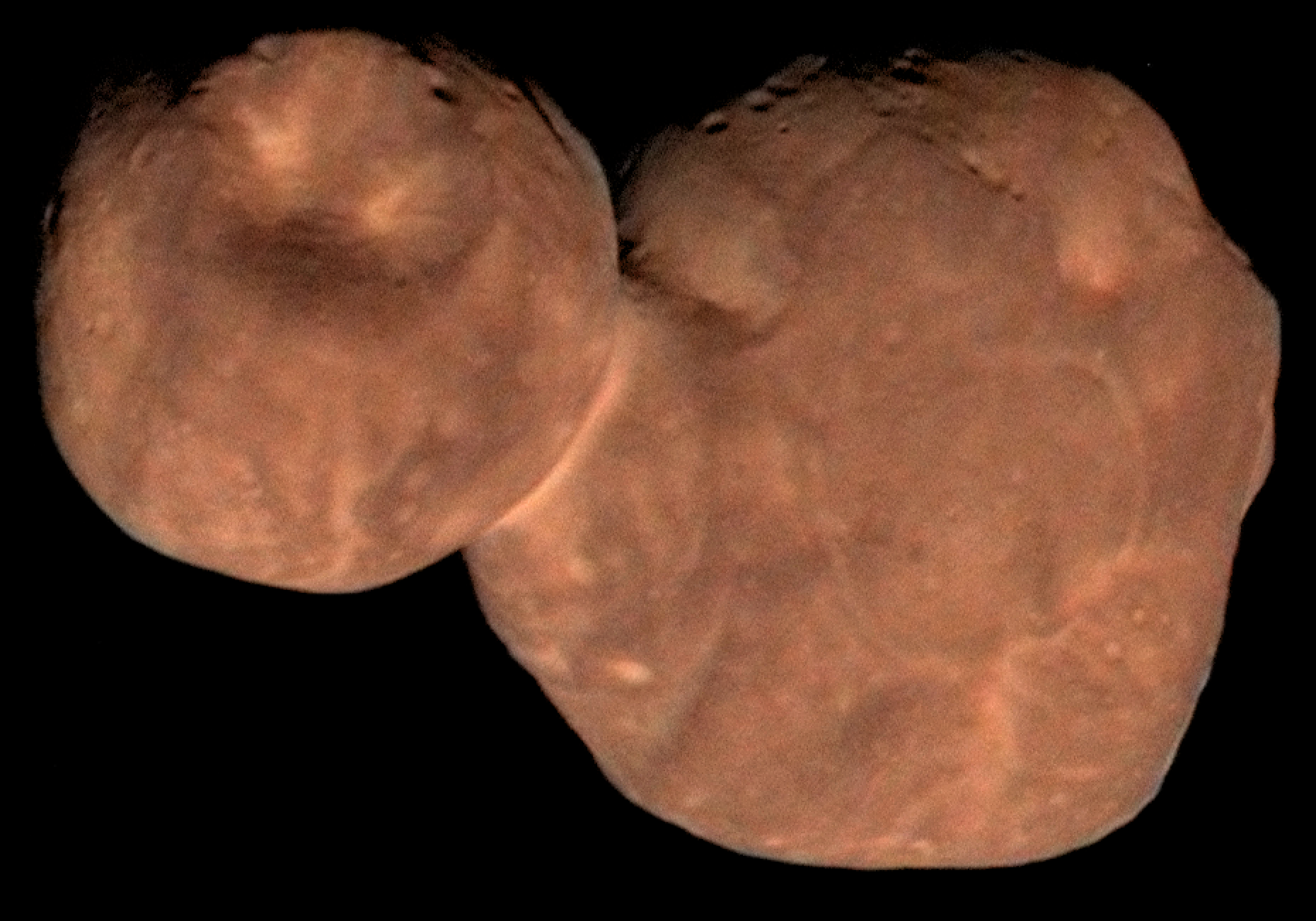
新視野號太空船拍攝的古柏帶天體：(486958) 天空

迄今為止，唯一一次主要針對海外天体的飛行任務是NASA的新視野號，它於2006年1月發射，並於2015年7月飛越冥王星系統，和在2019年1月飛越486958 Arrokoth。
在2011年，一項設計研究探索了對創神星、赛德娜、妊神星、鳥神星、和鬩神星的太空船勘測。
在2019年，設計了對TNOs的一次包括軌道捕獲和多目標場景的任務。
在設計研究論文中研究的一些TNO是2002 UX25、1998 WW31、和47171 倫波（惡神星）。
人們經常假設存在海王星以外的行星，範圍從小於地球質量（次地球）到棕矮星不等，並以不同的理論為基礎，來解釋古柏帶和歐特雲的一些觀測或推測的特徵。最近有人提議使用"新視野號"太空船的測距數據來規範這種假設天體的位置。
NASA一直致力於成為21世紀卓越的星際先驅者而努力，一個有意到達星際介質的設計，還考慮了將飛越像赛德娜這樣的天體，做為其中的一部分。總體而言，已經提出了在20世紀20年代發射這種類型太空船的研究，並且將嘗試使用現有技術能比航海家更快一點。2018年的一項星際前驅設計研究，包括在20世紀30年代訪問小行星50000 創神星。

## 極端海外天体

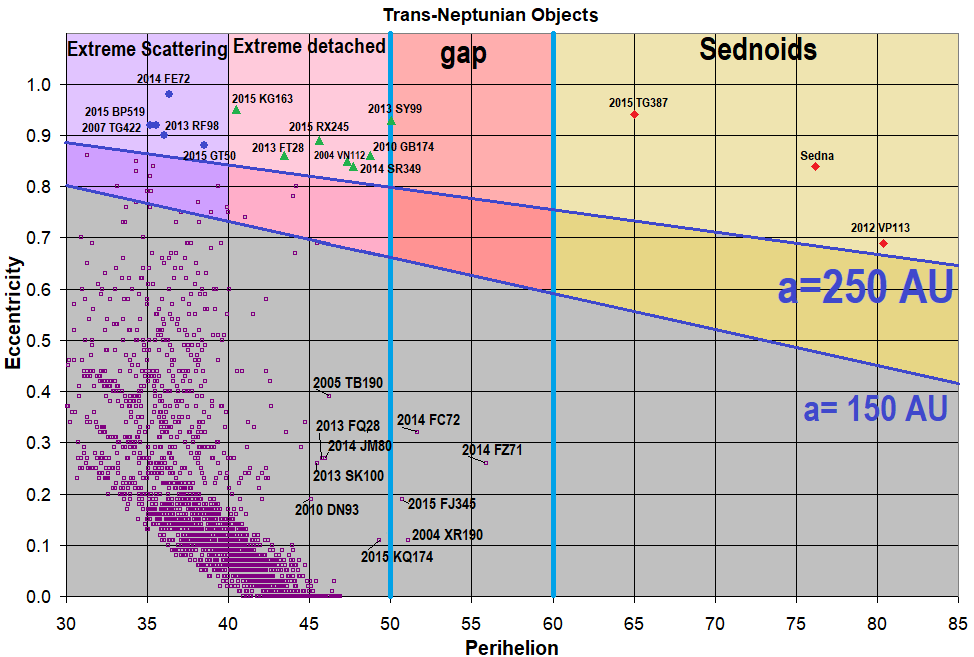
具有極端TNO的海外天体的概述，分為三類

赛德娜的軌道使它遠遠超出了古柏帶（30-50天文單位），達到近1,000天文單位（太陽-地球距離）

在极端海王星外天体中，有三個高近日點天體被分類為赛德娜族：90377 赛德娜（Sedna）、2012 VP113和541132 Leleākūhonua。它們是近日點大於70 au，距離遙遠的獨立天體。它們的高近日點使它們能保持足够的距離，以避免來自海王星的重大引力攝動。先前對赛德娜高近日點的解釋，包括在遙遠軌道上與未知行星的近距離相遇，以及隨機與恆星或太陽誕生星團的成員在太陽系附近的遠距離相遇。

## 在小說中
- 小說中的冥王星

## 註解
1. 1 2  在文獻中，"離散盤"和"古柏帶"的使用不一致。對一些人來說，他們是不同的群體；對於其他人來說，離散盤是古柏帶的一部分，在這種情況下，低偏心率群被稱為"傳統古柏帶天體"。作者甚至可以在同一份出版品中在這兩種之間切換著使用。[2]

## 外部連結
- Nine planets, University of Arizona
- David Jewitt's Kuiper Belt site （页面存档备份，存于）
  - Large KBO page （页面存档备份，存于）
- A list of the estimates of the diameters from johnstonarchive （页面存档备份，存于） with references to the original papers